# Ian Churchill
Ian Churchill é um desenhista de histórias em quadrinhos americanas. Tornou-se conhecido ao ilustrar as séries X-Men, Cable e Supergirl durante o início de sua carreira. A partir de 2009, após uma lesão no ombro, alterou seu estilo, deixando de apresentar a arte fortemente semelhante ao trabalho do desenhista Jim Lee que havia apresentado durante as década de 1990 e 2000 e passando a desenhar de forma menos realista, seguindo uma forte influência cartoon que sempre intentou utilizar. A primeira série a apresentar esse seu novo estilo foi Hulk.
Após concluir sua participação em Hulk, Churchill começou a produzir sua primeira série autoral, escrevendo, desenhando e colorindo Marineman. Nativo da Inglaterra, ele havia criado o personagem ainda na infância, influenciado por seu avó, que lhe incentivava a assistir os documentários do oceanógrafo Jacques Cousteau. A revista, protagonizada por Steve Ocean, o "Marineman", um fictício biólogo marinho internacionalmente famosos por seus documentários, que descobre possuir super-poderes, foi publicada pela Image Comics, e indicada em 2011 ao Eisner Award na categoria "Melhor Série Estreante".